# Amazon Pay
Amazon Pay（アマゾン・ペイ）とは、アメリカ合衆国のAmazon.comが提供する決済サービス。利用サービスによっては、アカウントにクレジットカード情報の登録が必要である。
日本でも2015年5月にサービスが開始され、2016年10月に導入企業が1,000社を突破したことが発表された。かつては「Amazonログイン＆ペイメント」という日本独自のサービス名だったが、2017年2月22日をもって、世界で使用される「Amazon Pay」に変更された。
2018年8月29日からは、日本において店頭でのQRコード決済にも対応したが、2022年1月31日（月）をもってサービスを終了した。
サービス対応した国家は、アメリカ、イギリス、オーストリア、ベルギー、キプロス、ドイツ、デンマーク、スペイン、フランス、ハンガリー、ルクセンブルク、アイルランド、インド、イタリア、日本、オランダ、ポルトガル、スウェーデンである。